# Старостенков, Михаил Викторович
Михаил Викторович Старостенков (1913-1993) — старший сержант Рабоче-Крестьянской Красной Армии, участник Великой Отечественной войны, полный кавалер ордена Славы.

## Биография
Михаил Викторович Старостенков родился 15 января 1913 года в посёлке Барсуки (ныне — в черте города Тулы). После окончания начальной школы работал на металлозаводе. В 1935—1938 годах проходил службу в Рабоче-Крестьянской Красной Армии.
8 января 1942 года Старостенков повторно был призван в армию и направлен на фронт Великой Отечественной войны. Участвовал в битве за Москву, Курской битве, битве за Днепр, освобождении Украинской и Белорусской ССР, Польши, боях в Германии, освобождении Чехословакии. К 1944 году командовал орудием 5-й батареи 314-го артиллерийского полка 149-й стрелковой дивизии 76-го стрелкового корпуса. Неоднократно отличался в боях. Так, 3 февраля 1944 года в боях под городом Здолбуновым Ровненской области Украинской ССР расчёт Старостенкова, выдвинувшись вперёд, уничтожил расчёт станкового пулемёта и до 50 солдат и офицеров. 25 февраля 1944 года в районе села Подлужье Дубенского района Ровненской области Украинской ССР артиллеристы подавили огонь немецкой батареи. В тот же день они активно участвовали в отражении вражеской контратаки, удержав занимаемые позиции. 4 мая 1944 года Старостенков был удостоен ордена Славы 3-й степени.
15 июля 1944 года расчёт Старостенкова участвовал в отражении немецкой контратаки в районе села Белополь Локачинского района Волынской области Украинской ССР, уничтожив самоходную артиллерийскую установку «Фердинанд», станковый пулемёт с расчётом и до 2 взводов пехоты. 28 августа 1944 года Старостенков был удостоен ордена Славы 2-й степени.
16 января 1945 года в районе населённого пункта Гурно Свентокшиского воеводства Польши Старостенков со своими бойцами подавил огневую точку и уничтожил 10 вражеских солдат. 27 июня 1945 года Указом Президиума Верховного Совета СССР он был удостоен ордена Славы 1-й степени.
После окончания войны Старостенков в звании старшего сержанта был демобилизован. Проживал в селе Хрущёво (ныне — в черте города Тулы), работал в местном колхозе. Умер 28 февраля 1993 года, похоронен на Хрущёвском кладбище Тулы.

## Награды
- Орден Отечественной войны 1-й степени (11.03.1985);
- Орден Отечественной войны 2-й степени (30.11.1943);
- Орден Славы 1-й степени (27.06.1945);
- Орден Славы 2-й степени (28.08.1944);
- Орден Славы 3-й степени (04.05.1944);
- Медали «За отвагу» (11.08.1943), «За боевые заслуги» (03.12.1942) и другие медали.